# Municipi de Kolding
El municipi de Kolding és un municipi danès que va ser creat l'1 de gener del 2007 com a part de la Reforma Municipal Danesa, integrant els antics municipis de Lunderskov, Vamdrup, Christiansfeld (excepte les parròquies de Bjerning, Fjelstrup i Hjerndrup) i Kolding, a més de la parròquia de Vester Nebel de l'antic municipi d'Egtved. El municipi és situat al sud de la península de Jutlàndia, a la Regió de Syddanmark, abastant una superfície de 605 km². Forma part de la Regió metropolitana de l'est de Jutlàndia.
La ciutat més important i seu administrativa del municipi és Kolding (58.021 habitants a l'1 de gener de 2014), el fiord de Kolding uneix la ciutat a l'estret del Petit Belt. Altres poblacions del municipi són:
- Agtrup
- Almind
- Christiansfeld
- Harte
- Hejls
- Hjarup
- Jordrup
- Lunderskov
- Ødis-Bramdrup
- Ødis
- Sjølund
- Skanderup
- Skartved
- Sønder Bjert
- Sønder Stenderup
- Stepping
- Taps
- Vamdrup
- Vester Nebel
- Viuf

## Consell municipal
Resultats de les eleccions del 18 de novembre del 2009:
| Partit                       | vots  | % vots |
| ---------------------------- | ----- | ------ |
| Socialdemokratiet            | 8564  | 18,6   |
| Det Radikale Venstre         | 1986  | 4,3    |
| Det Konservative Folkeparti  | 4739  | 10,3   |
| Borgerlisten                 | 41    | 0,1    |
| Socialistisk Folkeparti      | 7018  | 15,3   |
| Kristendemokraterne          | 287   | 0,6    |
| Dansk Folkeparti             | 7001  | 15,2   |
| Venstre                      | 15873 | 34,5   |
| Enhedslisten - De Rød-Grønne | 431   | 0,9    |

### Alcaldes
| Alcalde             | Període               | Partit            |
| ------------------- | --------------------- | ----------------- |
| Per Bødker Andersen | 1-1-2007 a 31-12-2009 | Socialdemokratiet |
| Jørn Pedersen       | 1-1-2010 a 31-12-2013 | Venstre           |